# Sandrakatsy
Sandrakatsy è una città e comune del Madagascar situata nel distretto di Mananara Nord, regione di Analanjirofo. 
La popolazione del comune rilevata nel censimento 2001 era pari a 12 653 unità.